# Johann Paul Czechpauer
Johann Paul Czechpauer (auch: Czechbauer; Zechbauer; Zöhbaur; tschechisch: Jan Pavel Čechpauer; † um 1726 in Chrudim, Böhmen) war ein Bildhauer, Steinmetz und Holzschnitzer.

## Leben

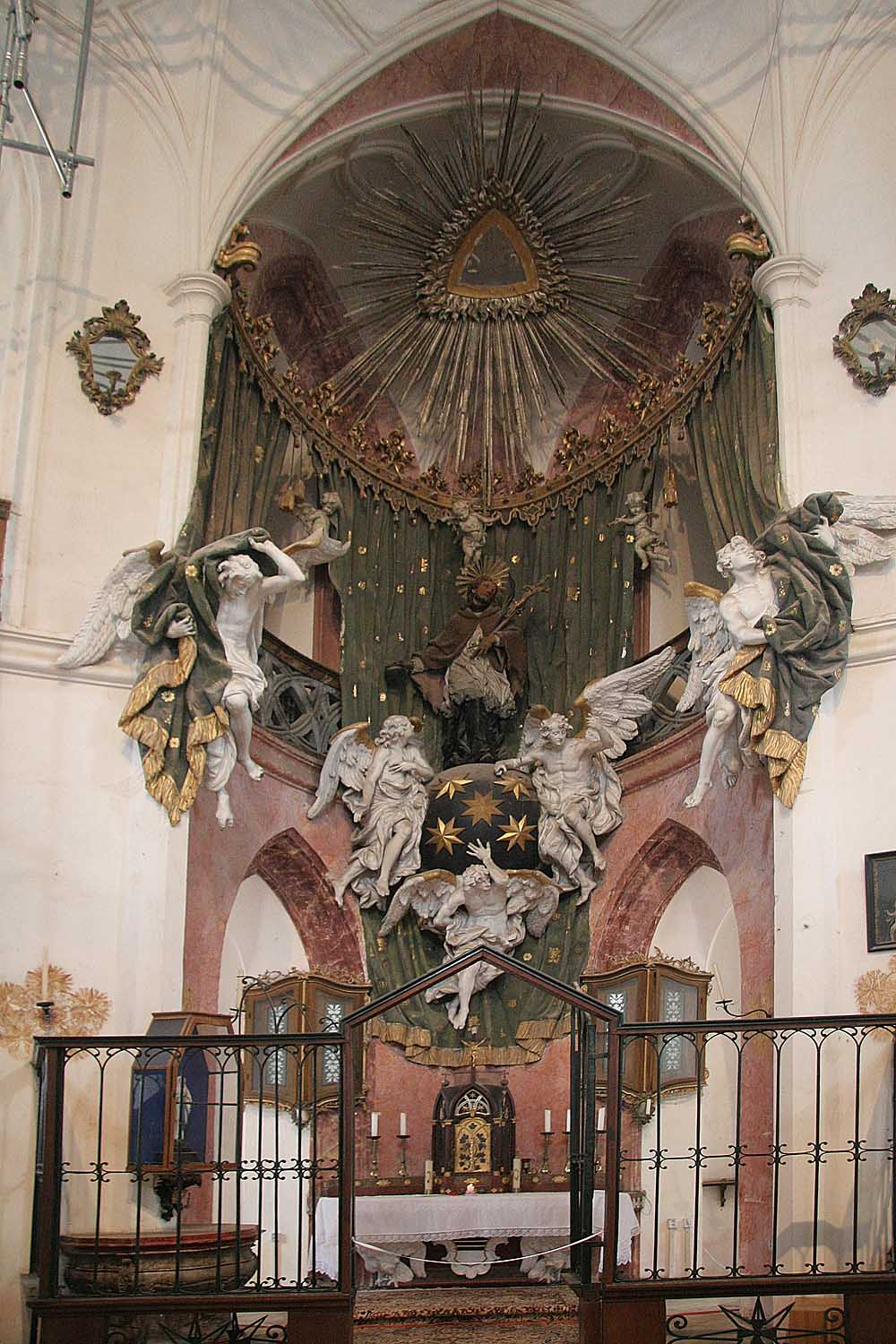
Wallfahrtskirche Zelená Hora: Hauptaltar

Johann Paul Czechpauer war Schüler des Kuttenberger Bildhauers Franz Martin Katterbauer. Ab 1717 war er in Chrudim tätig, wo er sich mit einer Werkstatt selbständig machte. Als sein Hauptwerk gilt die Pestsäule „Verklärung Christi“ am Ring in Chrudim, die nach seinem Tod von seinem Mitarbeiter Ignaz Rohrbach vollendet wurde. Nach Czechpauers frühem Tod um 1726 führte Ignaz Rohrbach die Werkstatt weiter und heiratete dessen Witwe.
Zusammen mit Giovani Battista Bulla, den Brüdern Georg Pacák und Franz Pacák sowie Ignaz Rohrbach zählt Johann Paul Czechpauer zum Umkreis des Bildhauers Matthias Bernhard Braun.

## Werke
- Chrudim:
  - Pestsäule „Verklärung Christi“ am Ring (1724–1726; von Ignaz Rohrbach vollendet)
  - Haus Lichovský, Skulpturen und Stuckarbeiten
  - Skulpturengruppe hinter der Mariä-Himmelfahrt-Kirche
  - Ecce Homo und Schmerzensmutter, vor der Kapuzinerkirche
- Wallfahrtskirche Zelená Hora: Hauptaltar 1725–1727 (von Ignaz Rohrbach vollendet)
- Choltice: vier Skulpturen vor dem Schloss Choltice
- Königgrätz: Schnitzarbeiten des Hauptaltars der St.-Antonius-Kirche.
- Weitere Werke schuf er für Chlumetz